# Altenburg (Großwangen)

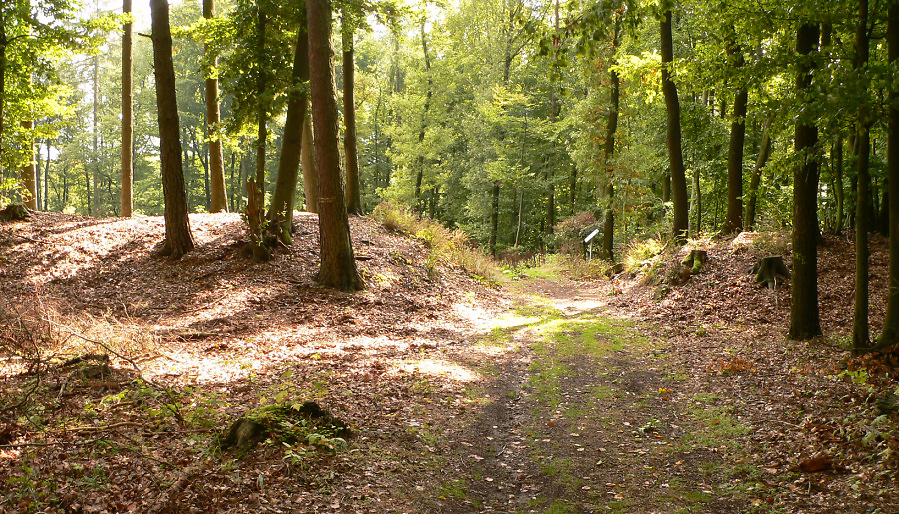
Frühere Toröffnung des Innenwalls der Altenburg

Bei der Altenburg bei Großwangen handelt es sich um eine vermutlich ottonische Wallburg in Großwangen in Sachsen-Anhalt. Sie steht als Bodendenkmal mit der Erfassungsnummer 428300255 unter Denkmalschutz.

## Beschreibung
Die Anlage hat die Ausmaße von ca. 210 mal 850 Meter bei einer Fläche von ca. 16 ha. Sie besteht aus über 10 Meter hohen Wällen. Auf der Ostseite der Wallanlage befindet sich ein tiefer Einschnitt, durch den ein Hohlweg verläuft. Der Wall der östlichen Vorburg ist in einzelnen Abschnitten noch erhalten. Im Süden der Anlage befindet sich ein Steilhang, in dem sich auch Teile des Hohlwegs befinden. Auf der Westseite der Burg befinden sich drei Wälle mit vorgelagerten Gräben. Die Kernburg hat die Form eines regelmäßigen Rechtecks mit abgerundeten Ecken. Auf der Westseite ist dem Wall ein Graben vorgelagert. Die Kernburg selber ist 280 Meter × 125 Meter bis 175 Meter groß und umfasst eine Fläche von ca. 4 ha. Im Wallzug der Kernburg befindet sich eine 1,85 Meter mächtige zweischalige Sandsteinmauer. Die Burg befindet sich rund 500 Meter von Großwangen entfernt.

## Funktion
Die Funktion der Burganlage ist umstritten. So könnte sie zum Beispiel als Sitz der Thüringerkönige vor 531 gedient haben oder die Befestigung des Thüringerherzogs Radulf sein. Vermutlich wurde sie jedoch im 10. Jahrhundert als Burg der Ottonen erbaut.

## Ausgrabungen
Bereits 1925 wurde bei der Burg ein Gräberfeld freigelegt. 2022 kam es zu Ausgrabungen, die im Mai 2023 abgeschlossen waren. Forscher vermuten, dass die Burg ein „gescheitertes Großprojekt“ ist. Bei den Ausgrabungen wurde unter anderem eine 500 Meter lange und 2,30 Meter breite Mauer freigelegt.